# Mary Rodgers
Mary Rodgers, född 11 januari 1931 i New York, död 26 juni 2014 i New York, var en amerikansk kompositör, författare och manusförfattare. 
Hon är bland annat känd för att ha skrivit ungdomsromanen Freaky Friday (1972), som totalt har filmatiserats fem gånger, första gången år 1976 med den svenska titeln Åh vilken fredag. 
Hennes far var kompositören Richard Rodgers och hennes son är Adam Guettel, som även han är kompositör.